# سلامات (إقليم)
إقليم سلامات هو واحد من 23 إقليم في تشاد، ويقع في جنوب شرق البلاد. عاصمة الإقليم هي أم تيمان. يتوافق اسم إقليم مع المحافظة السابقة التي تحمل الاسم نفسه.

## جغرافية
تقع سلامات على حدود منطقة سيلا من الشمال، وجمهورية أفريقيا الوسطى من الجنوب الشرقي، ومنطقة موين شاري وإقليم قيرا من الغرب والشمال الغربي. ينتشر فيها بشكل عام السافانا المسطحة، ويقع نصف منتزه زاكوما الوطني في المنطقة.

### المستوطنات
أم تيمان هي عاصمة المنطقة. وتشمل المستوطنات الرئيسية الأخرى أبجي، أبو ديا، أم هابيل، دجونا، هارازي، مانجيني وموراي.

## التركيبة السكانية
حسب التعداد التشادي لعام 2009م، يبلغ عدد سكان سلامات 302301. المجموعات العرقية اللغوية الرئيسية هي العربية وجماعات مثل البقارة

## الاقتصاد
يقوم اقتصاد سلامات على الزراعة المعيشية والصيد والقطن. وصف البنك الدولي وصندوق النقد الدولي ومصادر أخرى سلامات بأنها «أفقر منطقة في العالم». هناك قدر محدود من النشاط السياحي المتعلق بمنتزه زكوما الوطني.